# Кирхдорф-ан-дер-Иллер
Кирхдорф-ан-дер-Иллер (нем. Kirchdorf an der Iller) — община в Германии, в земле Баден-Вюртемберг.
Подчиняется административному округу Тюбинген. Входит в состав района Биберах. Население составляет 3470 человек (на 31 декабря 2010 года). Занимает площадь 22,86 км².

## Фотогалерея

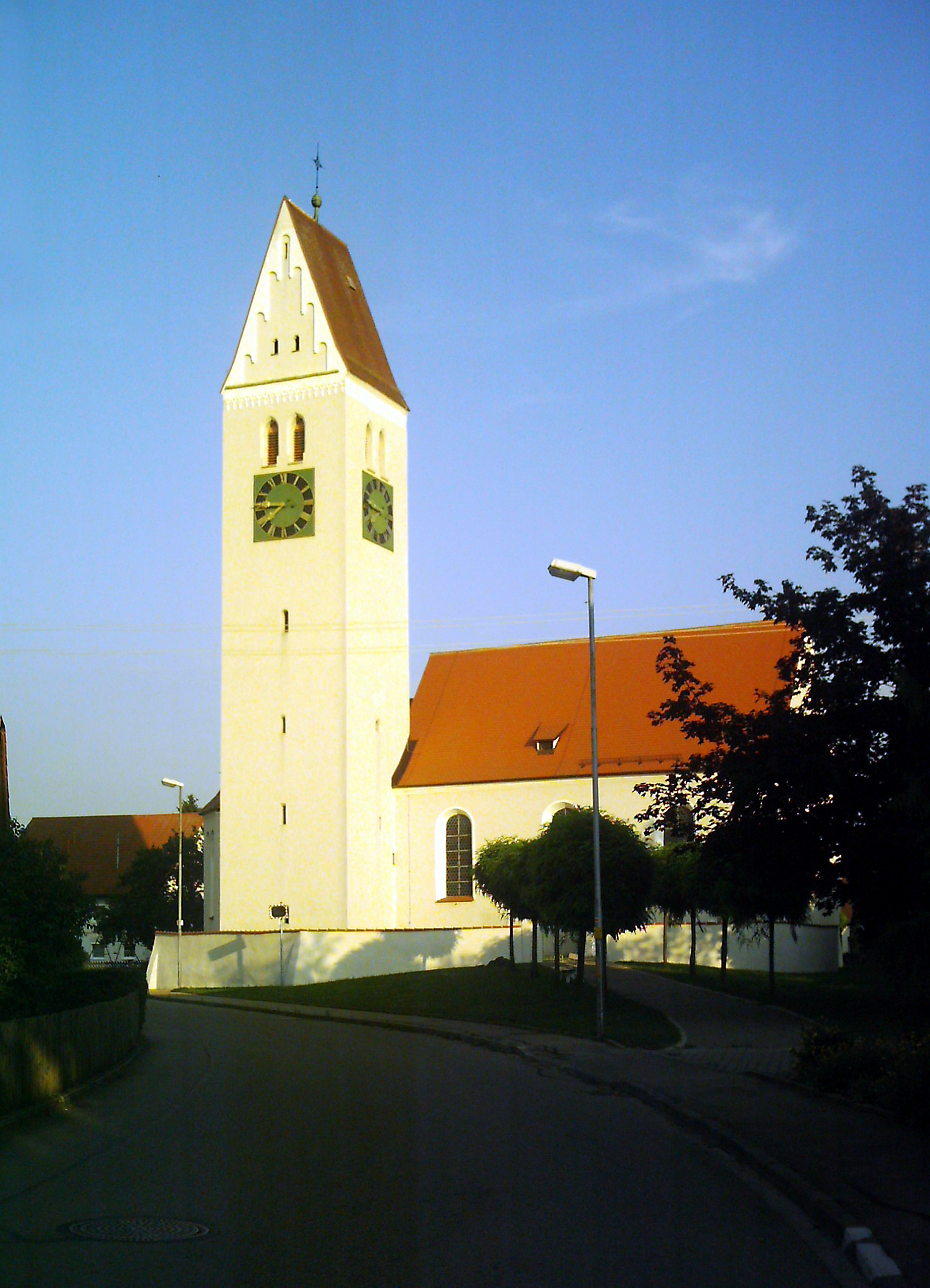
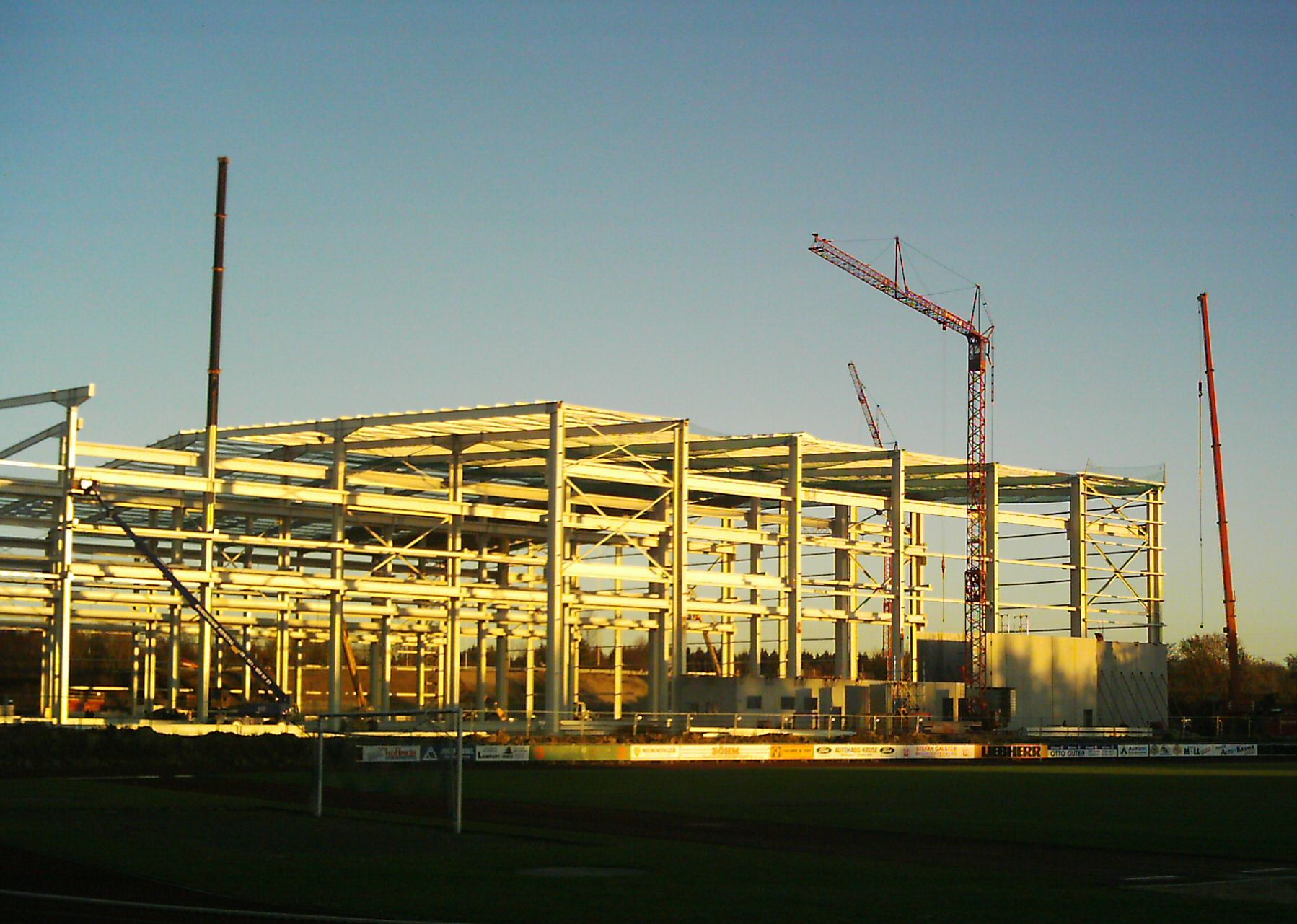
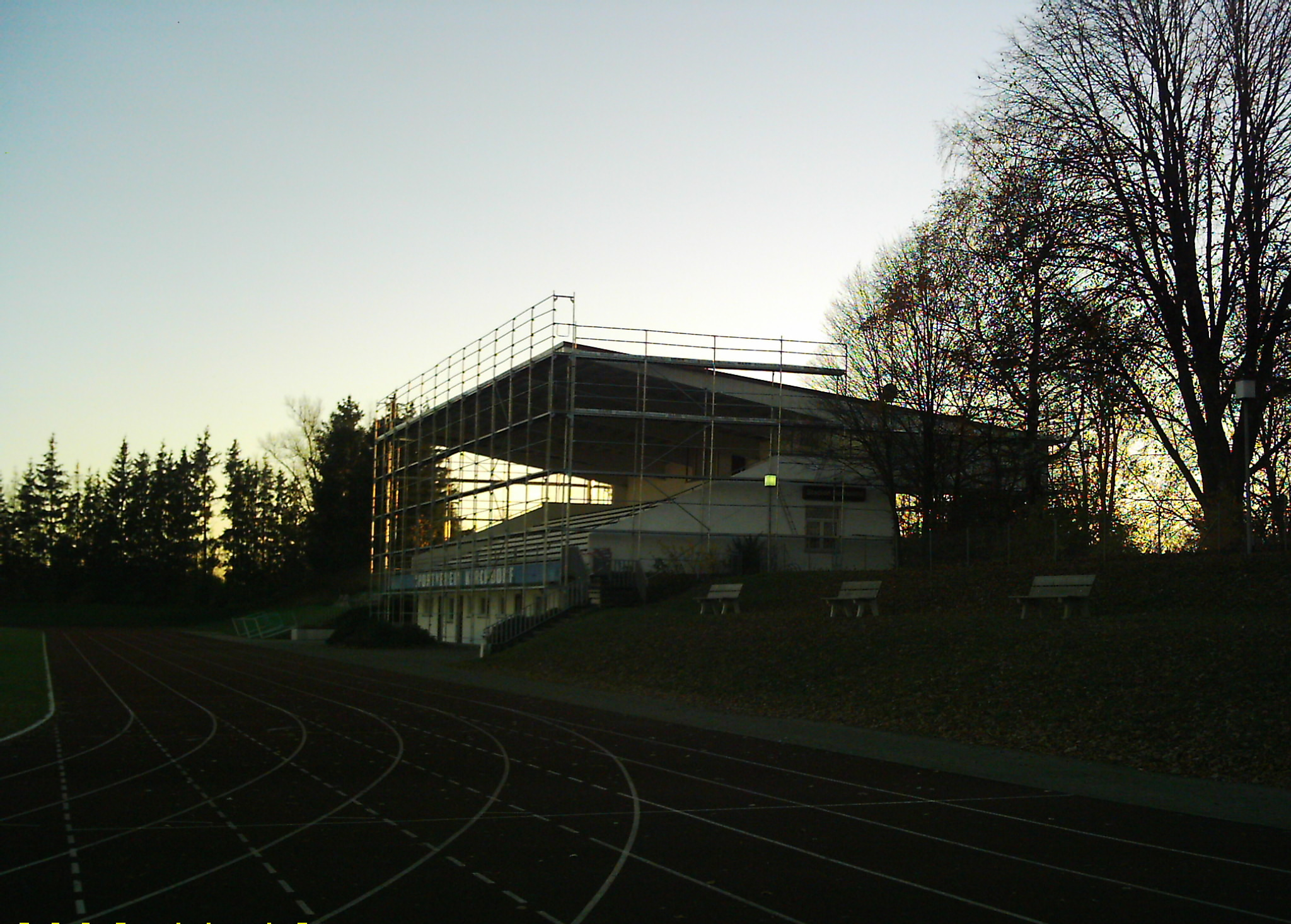